# Végre otthon! (film, 2015)
A Végre otthon! (eredeti cím: Home) 2015-ben bemutatott amerikai 3D-s számítógépes animációs film, amely Adam Rex: A Smek nap című meseregénye alapján készült. A 31. DreamWorks-film rendezője Tim Johnson. Az animációs játékfilm producerei Suzanne Buirgy és Mireille Soria. A forgatókönyvet Tom J. Astle és Matt Ember írta, a zenéjét Lorne Balfe szerezte. A DreamWorks Animation gyártásában készült, a 20th Century Fox forgalmazásában jelent meg. Műfaja sci-fi filmvígjáték. Amerikában 2015. március 27-én, Magyarországon 2015. március 26-án mutatták be a mozikban.

## Cselekmény
Egy búv nevű idegen faj megszállja a Földet, de nem agresszív célból, hanem azért, mert menekülnek egy gorg nevű harcias faj elől. A búvok meglehetősen gyávák, legjobban a meneküléshez értenek és  mivel szerintük a Föld „az univerzum legtávolabbi helye”, és úgy gondolják, hogy ott az ellenségük nem találja meg őket. Az egyik búv, akit Oh-nak hívnak, házavató bulit szervez, és véletlenül elküldi a mobilján a pontos helyzetét a galaxis minden élőlényének, beleértve az ellenségüket is, ezért a búvok bűnözőnek nyilvánítják Oh-t, és nagy erőkkel üldözni kezdik. 
Felmerül egy olyan lehetőség is, hogy mielőtt az üzenet célba ér, vissza lehet hívni, ehhez csak Oh jelszavát kellene ismerni, ezért fontos lenne előkeríteniük. Oh azonban erről nem tud. Egy meglehetősen bonyolult jelszót használ, ami gyakorlatilag egy egész mondat. a legokosabb búvok sem tudják megfejteni.
Miközben Oh egy kisboltban rejtőzködik, megismerkedik Tippel, egy intelligens és jószívű, fiatal kamaszlánnyal, akinek az anyját a búvok az inváziójuk után áttelepítették, ahogy a többi embert is. Oh és Tip megegyeznek: a lány segít neki elmenekülni azok elől, akik keresik őt, ha ő segít neki megtalálni az anyját. Mivel Tip kocsija lerobbant, Oh felajánlja, hogy megjavítja. A javítás után a kocsi erősen felturbózott tulajdonságokkal rendelkezik, például repülni tud, vagy a plafonon függeszkedni.
Oh tudja, hogy a búv központ Párizsban van, ahol az összes kitelepített ember pontos helyzetét nyilvántartják, ezért először oda kell menniük. Bár Tip eleinte elutasítja Oh-t, hiszen az ő fajtája volt az, aki elrabolta az anyját, fokozatosan rájön, hogy nem is különböznek annyira egymástól, Oh pedig megtanul bizonyos értékeket, amelyeket a búvok általában nem szoktak a gyakorlatban megvalósítani. A búvoknál például ismeretlen a „család” fogalma, mivel a kis búvok egyszerre kelnek is egy keltetőféléből.
Tip anyja Ausztráliában van, ezért oda utaznak. Közben hírt kapnak róla, hogy a leghatalmasabb gorg anyahajó is éppen oda tart. Rájönnek, ennek az az oka, hogy valamikor a búvok elloptak egy „követ” a gorgoktól, azonban abban az egész következő gorg nemzedék apróságai benne vannak. Ha a „kő” elvész vagy megsemmisül, az egész gorg nép egy nemzedék múlva kihal. Ezért akarják mindenáron visszaszerezni.
Amikor visszakapják, a gorgok elvonulnak, az egyébként is békés búvok pedig ott maradnak az emberekkel.

## Szereplők
| Szereplő              | Eredeti hang   | Magyar hang   | Leírás |
| --------------------- | -------------- | ------------- | ------ |
| Oh                    | Jim Parsons    | Seder Gábor   |        |
| Gratuity "Tip" Tucci  | Rihanna        | Gáspár Kata   |        |
| Smek kapitány         | Steve Martin   | Forgács Gábor |        |
| Lucy Tucci, Tip anyja | Jennifer Lopez | Pápai Erika   |        |
| Kyle, Oh barátja      | Matt Jones     | Szabó Máté    |        |

További magyar hangok: Ács Balázs, Bárány Virág, Bor László, Csuha Lajos, Fehér Péter, Hábermann Lívia, Honti Molnár Gábor, Kis-Kovács Luca, Martin Adél, Mesterházy Gyula, Pál Dániel, Pál Zsófia, Papucsek Vilmos, Sörös Miklós, Törtei Tünde

## Majdnem Otthon!
Ehhez a filmhez kapcsolódik előtte egy 4 perces rövidfilm, mely 2014 tavaszán a Mr. Peabody és Sherman kalandjai és a Rio 2. előtt volt látható.
| Szereplő      | Eredeti hang   | Magyar hang    |
| ------------- | -------------- | -------------- |
| Smek kapitány | Steve Martin   | Forgács Gábor  |
| Jeff          | Jennifer Lopez | Fekete Zoltán  |
| Ernie         | Matt Jones     | Molnár Levente |

További magyar hangok: Seder Gábor

## Televíziós megjelenések
- HBO, HBO 2, HBO 3, Kiwi TV, Mozi+, Moziverzum
- TV2
- M2